# Maria Balsa
Maria Balšić (anche Balsa o del Balzo) (in albanese Balsha; 1461 circa – dopo il 22 marzo 1514) è stata una nobile albanese naturalizzata italiana.

## Biografia

### Origini

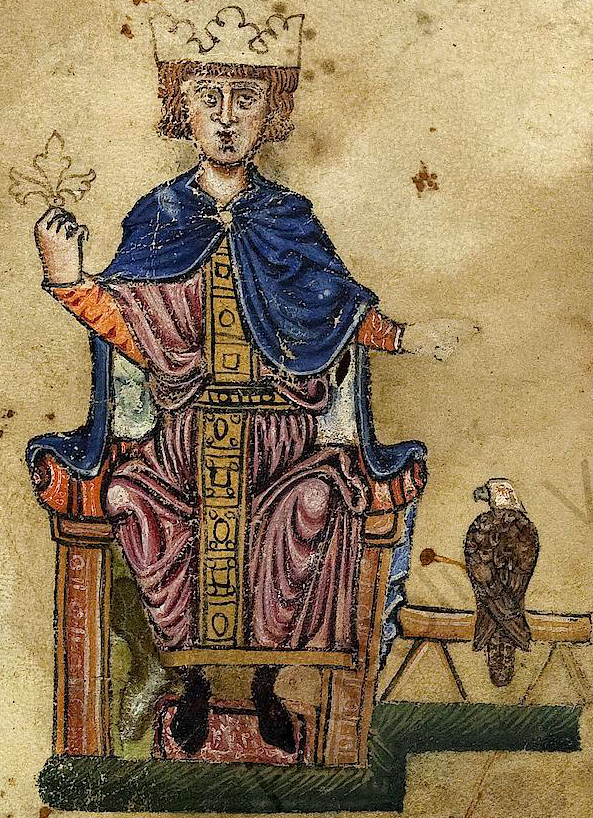
Ritratto di Federico II con il falco

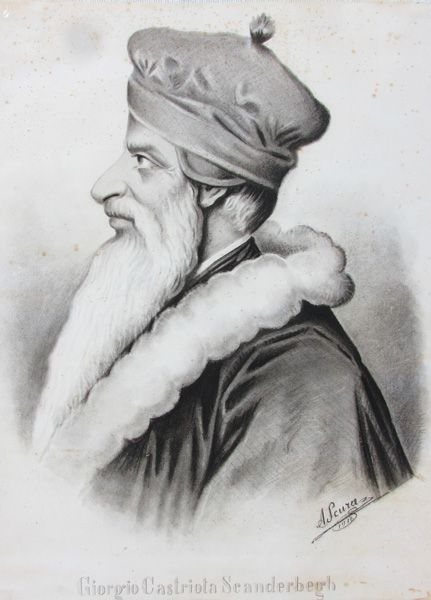
Giorgio Castriota Scanderbeg

Maria Balšić, in realtà, avrebbe dovuto portare il cognome "Maramonte", cognome che portò suo nonno Stefano Maramonte. Stefano apparteneva alla illustre famiglia dei Maramonte di Lecce che, fin dai tempi di Federico II di Svevia, ebbe numerosi feudi in Terra d'Otranto ed 
era il cugino di primo grado di Maria Thopia, figlia di Niketa e moglie di Balša III. Secondo le fonti dell'epoca Stefano Maramonte venne citato come "Stephanus de Maramonte Zarnagorae, "Mauromonte, cugino di Balsa", "Stefano de Balsis". Come si vedrà, il cognome "Maramonte" nelle generazione successiva non comparirà più.
Il padre di Stefano Maramonte era Filippo che, intorno al 1384, era "protovestiario di Đurađ II Stracimirović Balšić", Signore di Zeta (territorio in parte sovrapponibile a quello dell'attuale Montenegro) dal 1385 al 1403, data della sua morte. 
Filippo era sposato con Maria, figlia di Carlo Thopia, dalla quale ebbe tre figli, dei quali si conoscono solo le generalità del secondo figlio Stefano. Stefano Maramonte era sposato con Vlajka Castriota (da non confondere con Gjela Castriota, sorella di Scanderbeg, che sposò Paolo Balšić), figlia di Giovanni e sorella di Giorgio Castriota, con la quale ebbe due figli: Gojko Balšić e Ivan (alb. Gjon) Strez Balšić, Signori di Misia, una terra costiera "tra regio inter promontorium Rodoni, Croya et Alessium".
Gojko Balšić era sposato con Comita Arianiti, figlia di Giorgio Arianiti e sorella di Andronica, moglie di Giorgio Castriota. La coppia ebbe tre figli: due maschi e una femmina, chiamata Maria.
Gojko sostenne suo zio Giorgio Castriota, soprannominato Scanderbeg, fino alla morte di quest'ultimo nel gennaio del 1468, combattendo al suo fianco contro gli ottomani. Mentre Gojko, insieme ai suoi due figli continuò a combattere contro gli ottomani nelle forze veneziane, sua moglie Comita Arianiti con la figlia Maria di sette anni preferì rifugiarsi insieme a sua sorella Andronica Arianiti, vedova di Scanderbeg, nel Regno di Napoli.

### Matrimonio

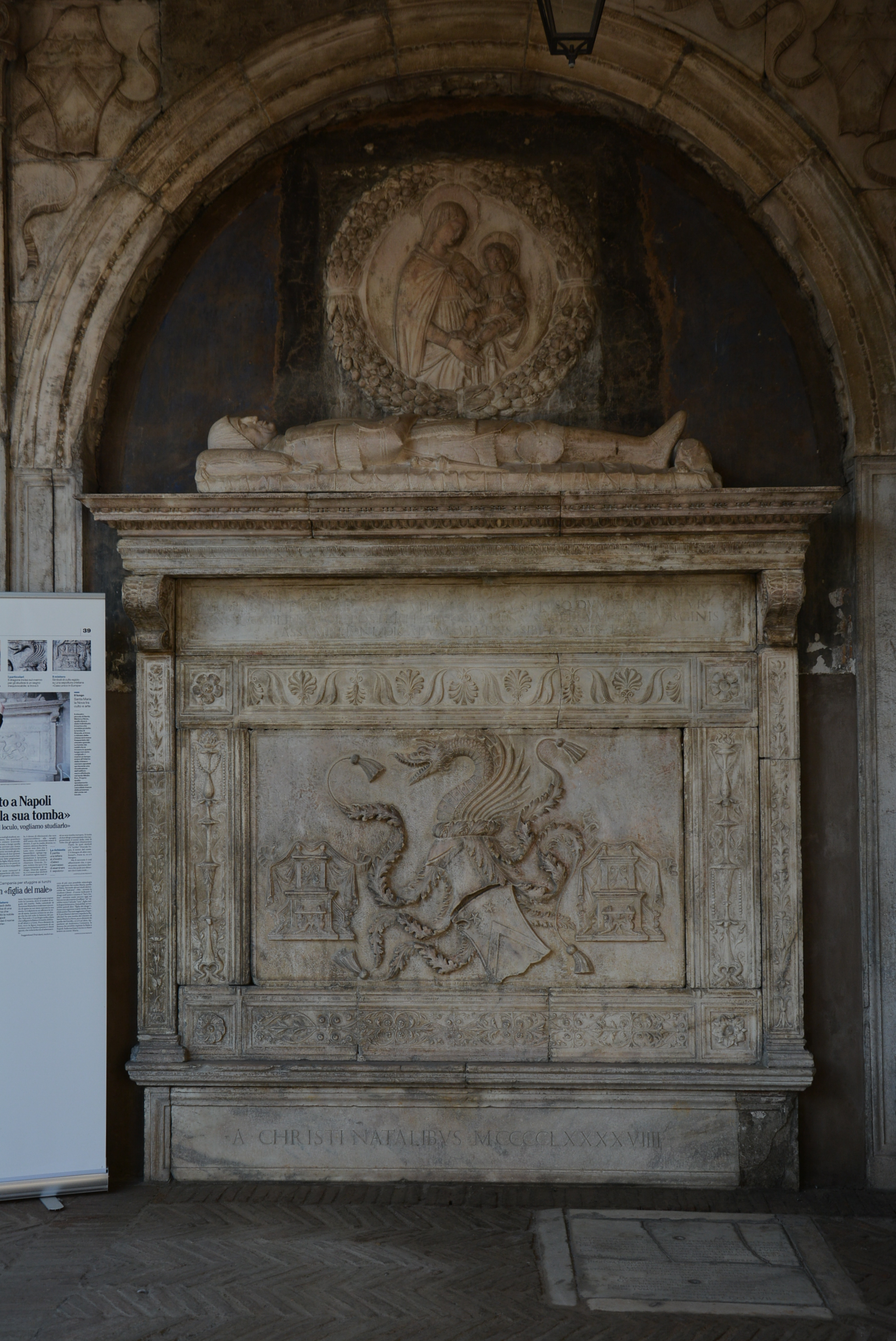
Sepolcro di Matteo Ferrillo, recante lo stemma della famiglia Ferrillo col cimiero di drago uscente

Non sappiamo dove le donne vissero a Napoli e di cosa si occupassero. Secondo lo storico Antonio Terminio "la Regina Giovanna III raccolse con grandissima carità queste donne" e "quando la fanciulla [Maria Balšić] fu in età da marito [nel 1483 quando aveva 22 anni] la donò per moglie ad [Giacomo] Alfonso Ferrillo [figlio di Matteo Ferrillo] conte di Muro, signor di Genzano, Spennazzola, Rodi, Montefredano [...], Caualiero di gentilissimi costumi, affabile, huomo di bona legge, & più che mediocremente letterato, & grandissimo antiquario […]."
La copia ebbe due figlie: Beatrice, che sposò Ferrante Orsini, 5º conte di Gravina in Puglia, e Isabella, che si sposò due volte, con Giannicola Orsini († prima del 1532) e con Luigi IV Gesualdo dei principi di Venosa.
Non è nota la data della morte di Maria Balšić. Probabilmente è stata seppellita nella tomba di Matteo Ferrillo nel chiostro del convento di Santa Maria la Nova di Napoli.

## Il duomo di Acerenza
Nel 1479 Matteo (anche Mazzeo) Ferrillo acquistò da Ferdinando d'Aragona la città di Acerenza, semidistrutta dal terremoto del 1456. A causa del danneggiamento della facciata del duomo, la chiese venne abbandonata. È molto probabile che Matteo Ferrillo, dopo l'acquisto della città fece ricostruire la facciata del duomo, come dimostra il suo stemma sulla portale del duomo stesso.

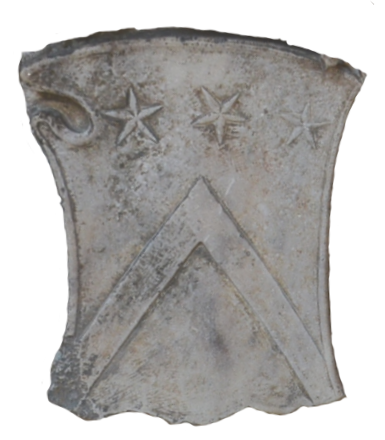
Stemma della famiglia Ferrillo: scudo d'oro al capriolo (o scaglione) di rosso col capo di azzurro caricato da tre stelle d'oro'.

All'inizio del XVI secolo, per conto di "JACOBVS ALFONSUS FERRILLUS MILES PARTENOPEIVS ET MARIA BALSA " (Giacomo Alfonso Ferrillo, milite di Napoli, e Maria Balsa), la facciata venne ricoperta con un muro a piccole bozze e la cripta (conosciuta come cappella Ferrillo) venna costruita e ampliata sui resti di un antico tempio pagano d’epoca romana dedicato ad Ercole Acheruntino. Questa si trova sotto il presbiterio del duomo e venne terminata nel 1524 come testimonia l'incisione del piedistallo della prima colonna di sinistra: "IACOBUS ALFON / SUS FERRILLUS / MILES PARTHENO / PEIUS ET MARIA / BALSA CONIU(NX) / MURO (corretto Muri) COMITES / ECCLESIAM SE / MIDIRUTAM ET / SACELLUM HOC / EREXERE ANNO / SALUTIS 1524 /".
Il ritratto di Maria Balsa, insieme a quelli del marito e del suocero, rispettivamente Giacomo Alfonso Ferrillo e Matteo Ferrillo, è collocata nella parete laterale sinistra del succorpo ad angolo con la parete di controfacciata.
In vari punti della cappella, gli stemmi della famiglia Ferrillo-Balšić (Balsa) figurano associati o in successione. Così anche sul coperchio del sarcofago marmoreo che, secondo un primo disegno, doveva contenere le spoglie di San Canio, santo patrono di Acerenza, il quale sarebbe stato sepolto da qualche parte sotto l'altare. Successivamente il "cassone di San Canio" venne dedicato al culto del Santo e usato per conservare oggetti di culto.

## Stemma

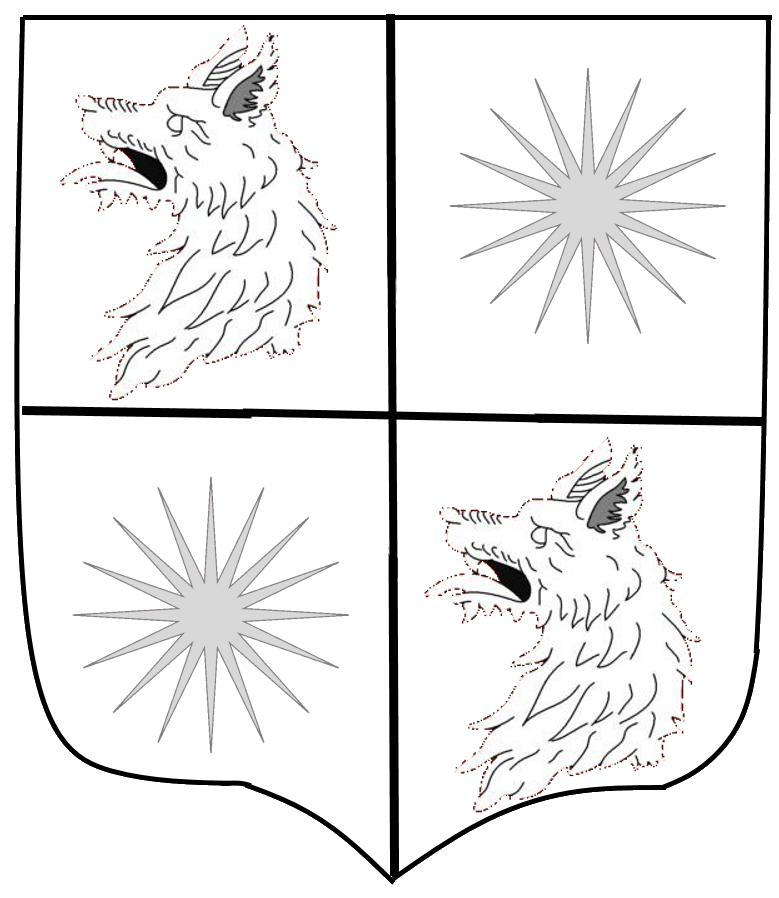
Stemma di Maria Balšić

Lo stemma di Maria Balšić è un inquartato dove, ai due cantoni (il primo e il quarto) è rappresentato da una testa di lupo (quello dei Balšić); ai secondi (secondo e terzo) una stella di sedici raggi, come quello dei de Baux, che asserivano di discendere dal re mago Baldassarre e in suo onore avevano assunto la stella della natività, illustrata proprio con 16 raggi.
Nel caso della famiglia Balšić, lo stemma originale, attribuito alla nobiltà montenegrina prima del XV secolo, viene riportato dai più illustri codici araldici, con la presenza della testa di lupo sotto forma di cimiero, nel caso proprio di Balsha III, con una stella centrata a 16 punte argentata, su sfondo rosso, da mostrarsi anche nella loro variante a otto punte come nelle monete bronzee ed in ulteriori manoscritti del XIII secolo.
Questa derivazione è spiegata da diversi studi sulle origini degli stessi Balšić, vedendoli come discesi da un ramo della nobile famiglia francese De Baux, o Del Balzo, sopraggiunti allo stesso tempo nei territori montenegrini, creando una differente ramificazione nobiliare in territorio Dalmata e Slavo, mantenendo in tale senso la blasonatura originale, pur non presentando più alcun legame politico con i cadetti angioini nel XV e XVI secolo, periodo in cui si svolse il raggiungimento della giovane Maria alla Corte aragonese di Ferrante I.

## Ascendenza
|                   |                         |                                               | Genitori                                      |  |  | Nonni |  |  | Bisnonni          |  |  | Trisnonni                                                       |  |
|                   |                         |                                               |                                               |  |  |       |  |  | Filippo Maramonte |  |  | Maramonte di Maramonte, figlio di Giovanni e di Armenia di Luco |  |
|                   |                         |                                               |                                               |  |  |       |  |  | Filippo Maramonte |  |  | Maramonte di Maramonte, figlio di Giovanni e di Armenia di Luco |  |
|                   |                         | Isabella Antoglietta, figlia di Nicolò        |                                               |  |  |       |  |  | Filippo Maramonte |  |  |                                                                 |  |
| Stefano Maramonte |                         |                                               |                                               |  |  |       |  |  | Filippo Maramonte |  |  |                                                                 |  |
|                   |                         | Maria Thopia                                  | Carlo Thopia, figlio di Andreas e di Fiametta |  |  |       |  |  |                   |  |  |                                                                 |  |
|                   |                         | Maria Thopia                                  | Carlo Thopia, figlio di Andreas e di Fiametta |  |  |       |  |  |                   |  |  |                                                                 |  |
|                   |                         | Maria Thopia                                  | Voisava Balšić, figlia di Balša I             |  |  |       |  |  |                   |  |  |                                                                 |  |
| Gojko Balšić      |                         | Maria Thopia                                  |                                               |  |  |       |  |  |                   |  |  |                                                                 |  |
|                   |                         | Giovanni Castriota                            | Pal Castriota                                 |  |  |       |  |  |                   |  |  |                                                                 |  |
|                   |                         | Giovanni Castriota                            | Pal Castriota                                 |  |  |       |  |  |                   |  |  |                                                                 |  |
|                   |                         | Giovanni Castriota                            | ?                                             |  |  |       |  |  |                   |  |  |                                                                 |  |
| Vlajka Castriota  |                         | Giovanni Castriota                            |                                               |  |  |       |  |  |                   |  |  |                                                                 |  |
|                   |                         | Voisava Tripalda                              | ?                                             |  |  |       |  |  |                   |  |  |                                                                 |  |
|                   |                         | Voisava Tripalda                              | ?                                             |  |  |       |  |  |                   |  |  |                                                                 |  |
|                   |                         | Voisava Tripalda                              | ?                                             |  |  |       |  |  |                   |  |  |                                                                 |  |
| Maria Balšić      |                         | Voisava Tripalda                              |                                               |  |  |       |  |  |                   |  |  |                                                                 |  |
|                   | Comino Arianiti Comneno | ?                                             |                                               |  |  |       |  |  |                   |  |  |                                                                 |  |
|                   | Comino Arianiti Comneno | ?                                             |                                               |  |  |       |  |  |                   |  |  |                                                                 |  |
|                   | Comino Arianiti Comneno | ?                                             |                                               |  |  |       |  |  |                   |  |  |                                                                 |  |
| Giorgio Arianiti  | Comino Arianiti Comneno |                                               |                                               |  |  |       |  |  |                   |  |  |                                                                 |  |
|                   |                         | ? Saccati, figlia di Nicolò, barone di Sendia | Nicolò, barone di Sendia                      |  |  |       |  |  |                   |  |  |                                                                 |  |
|                   |                         | ? Saccati, figlia di Nicolò, barone di Sendia | Nicolò, barone di Sendia                      |  |  |       |  |  |                   |  |  |                                                                 |  |
|                   |                         | ? Saccati, figlia di Nicolò, barone di Sendia | ?                                             |  |  |       |  |  |                   |  |  |                                                                 |  |
| Comita Arianiti   |                         | ? Saccati, figlia di Nicolò, barone di Sendia |                                               |  |  |       |  |  |                   |  |  |                                                                 |  |
|                   |                         | Andrea III Muzaka                             | Gjin I. Muzaka                                |  |  |       |  |  |                   |  |  |                                                                 |  |
|                   |                         | Andrea III Muzaka                             | Gjin I. Muzaka                                |  |  |       |  |  |                   |  |  |                                                                 |  |
|                   |                         | Andrea III Muzaka                             | Suina Materango Arianiti Comneno              |  |  |       |  |  |                   |  |  |                                                                 |  |
| Maria Muzaka      |                         | Andrea III Muzaka                             |                                               |  |  |       |  |  |                   |  |  |                                                                 |  |
|                   |                         | Kyranna Zenevisi                              | Gjin Zenevisi                                 |  |  |       |  |  |                   |  |  |                                                                 |  |
|                   |                         | Kyranna Zenevisi                              | Gjin Zenevisi                                 |  |  |       |  |  |                   |  |  |                                                                 |  |
|                   |                         | Kyranna Zenevisi                              | ? Shpata                                      |  |  |       |  |  |                   |  |  |                                                                 |  |
|                   |                         | Kyranna Zenevisi                              |                                               |  |  |       |  |  |                   |  |  |                                                                 |  |

## Discendenza
| Filippo Maramonte, gran guerriero e maresciallo del regno - sp. Maria Thopia, figlia di Carlo Thopia, principe feudale albanese |  | |  | |
| |  | ? |  | |
| |  | |  | |
| |  | Stefano Maramonte (conosciuto anche come Balšić), cavaliere-capitano, fedele di Alfonso I di Napoli (1438) - sp. Vlajka Castiota |  | |
| |  | |  | |
| |  | |  | Gojko (conosciuta come Balšić), Signore di Misia, una terra costiera "tra regio inter promontorium Rodoni, Croya et Alessium". - sp. Comita Arianiti.                                       |
| |  | |  | |
| |  | |  | maschio, † Ungheria |
| |  | |  | |
| |  | maschio, † Ungheria |  | |
| |  | |  | |
| |  | Maria (conosciuta come Maria Balšić; * 1461; dopo il dopo 1514) - sp. 1483 Giacomo Alfonso Ferrillo († 1530 ca.), Conte di Muro Lucano. |  | |
| |  | |  | |
| |  | |  | Beatrice - sp. Ferrante Orsini († 6 dicembre 1549, Napoli), 5º Conte di Gravina in Puglia; alla morte del padre ereditò il contado di Muro con Acerenza ecc.                                |
| |  | |  | |
| |  | |  | Giannicola, detto Conte di Matera, Nobile Romano e Patrizio Napoletano - sp. Isabella Ferrillo, figlia ed erede di Giovanni Alfonso Conte di Muro Lucano ecc. e di Maria Balšić.            |
| |  | |  | |
| |  | Livia - sp. Jacopo Vitelli, Signore di Amatrice. |  | |
| |  | |  | |
| |  | Giovanna - sp. Ludovico IV Martino di Capua, 10º Conte d’Altavilla. |  | |
| |  | |  | |
| |  | Antonio (+ 1553), 6º Duca di Gravina, 2º Conte di Matera, Signore di Sant’Agata, Vaglio, Ruoti, Spinazzola e Acerenza - sp. Felicia Sanseverino d’Aragona, figlia di Pietro Antonio, 4º Principe di Bisignano e di Giulia Orsini dei Signori di Bracciano.                                        |  | |
| |  | |  | |
| |  | |  | ... |
| |  | |  | |
| |  | Flavio († Napoli 17 luglio 1581), Vescovo di Muro Lucano dal 1560. |  | |
| |  | |  | |
| |  | Ostilio (* 1543; † 1579), Signore di Solofra dal 1558 - sp. 1° Eleonora (o Dianora) Caracciolo, figlia di Ferdinando, 1º Duca di Feroleto; 2° Diana del Tufo, figlia di Paolo, Barone di Vallata e Vietri.                                                                                        |  | |
| |  | |  | |
| |  | |  | ... |
| |  | |  | |
| |  | Virginio († testamento: 1º marzo 1573), Signore di Montelibretti - sp. 1° Ersilia Orsini, figlia di Ludovico, 7º Conte di Pitigliano; 2° Giovanna Caetani, figlia di Bonifazio I, 4º Duca di Sermoneta                                                                                            |  | |
| |  | |  | |
| |  | |  | ... |
| |  | |  | |
| |  | Flaminio († 29 gennaio 1582), autorizzato a comprare Muro Lucano e Solofro dalla madre con Regio Assenso dato a Madrid il 4 marzo 1580 - sp. Lucrezia del Tufo, figlia di Paolo, 1º Barone di Vallata.                                                                                            |  | |
| |  | |  | |
| |  | |  | ... |
| |  | |  | |
| |  | Caterina - sp. Alfonso II de Cardenas, 4º Marchese di Laino. |  | |
| |  | |  | |
| |  | Francesco († post 1571), capitano nelle truppe pontificie alla battaglia di Lepanto (1571). |  | |
| |  | |  | |
| |  | Emilia. |  | |
| |  | |  | |
| |  | Maria. |  | |
| |  | |  | |
| |  | Giustiniana. |  | |
| |  | |  | |
| |  | Giacoma (naturale) - Giacomo Caldora. |  | |
| |  | |  | |
| |  | Isabella († Conza, 1571) - sp. 1° Giannicola Orsini (suo nipote; † prima del 1532), figlio di Ferdinando Orsini, 5º duca di Gravina e di Angela Branai Castriota, figlia di Giovanni e di Giovanna Gaetani dell’Aquila d’Aragona); 2° 4532 Luigi IV Gesualdo, Conte di Conza, Principe di Venosa. |  | |
| |  | |  | |
| |  | |  | Sveva o Severa (* Napoli 1535; † Napoli 22 febbraio 1603) - sp. 1° 1554 Pietro Antonio Carafa dei Conti di Policastro; 2° 1559 Carlo d’Avalos d’Aquino d’Aragona, Principe di Montesarchio. |
| |  | |  | |
| |  | Fabrizio II, 2º Principe di Venosa - sp. 1562 Geronima Borromeo, figlia di Giberto. |  | |
| |  | |  | |
| |  | |  | ... |
| |  | |  | |
| |  | Alfonso, Cardinale di Santa Romana Chiesa dell’Ordine dei Diaconi nel Concistoro dal 26 febbraio 1561. |  | |
| |  | |  | |
| |  | Maria (* Napoli 1541, † Vico del Gargano 1593) |  | |
| |  | |  | |
| |  | Carlo, cavaliere dell’Ordine di Malta (* Napoli 1543, † Napoli ? aprile 1566). |  | |
| |  | |  | |
| |  | Giulio, 1º Barone di Palomonte dal 1575. |  | |
| |  | |  | |
| |  | Costanza (* Napoli 1547, † Gravina 1605) - sp. 1572 Ferdinando II Orsini, 7º Duca di Gravina. |  | |
| |  | |  | |
| |  | |  | ... |
| |  | |  | |
| |  | Ivan (alb. Gjon) Strez (conosciuta come Balšić; † prima del 1468), Signore di Misia, una terra costiera "tra regio inter promontorium Rodoni, Croya et Alessium". |  | |
| |  | |  | |
| |  | ? |  | |
| |  | |  | |

## Maria Balšić, presunta figlia di Vlad III di Valacchia

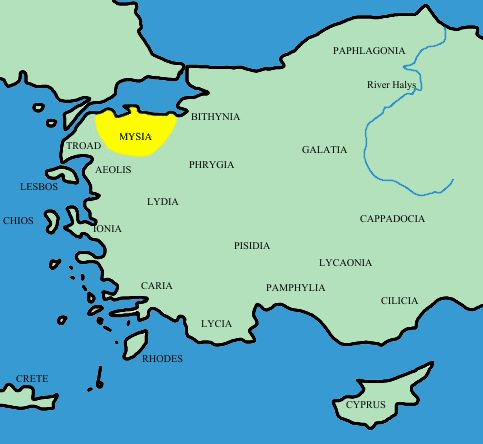
La Mysia in Turchia

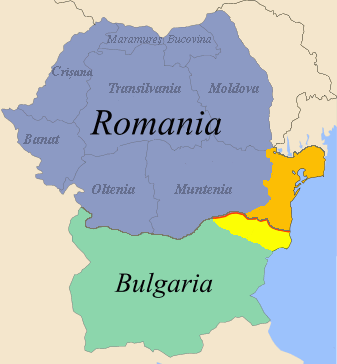
Mappa della Romania e della Bulgaria con la Dobrugia evidenziata

Nel 2012 vennero pubblicati due articoli giornalistici nei quali l'autore, Raffaele Glinni, sostenne che Maria potrebbe essere la figlia segreta di Vlad III di Valacchia e quest'ultimo potrebbe essere seppellito nella tomba di Matteo Ferrillo, nel chiostro del convento di Santa Maria la Nova di Napoli. Qui si analizzano solo alcune delle affermazioni dell'autore:
1. "E' evidente [...] che la piccola Maria, fu indicata quale figlia di Angelina Commena, sfruttando l’omonimia con la figlia di questa, al fine di farla entrare in Italia quale figlia di un Voivoda Slavo, quindi con il grado dovuto di Principessa."[47] In realtà, sulle origini di Maria Balšić si rimanda al testo del capitolo "Origini" in questa pagina.
2. "Comita Commena, settima sorella di Andronica, che andò a sposare Gojko Balsha Signore di Misia[18] (remota regione dell'Asia Minore), privo del grado di Voivoda."[48] Secondo l’autore dell'articolo si tratterebbe di una terra storica nell'odierna Turchia; mentre nel 2014 lo stesso autore afferma che la Misia si troverebbe nella Dobrugia, territorio che attualmente suddiviso tra la Romania e la Bulgaria.[49] Inoltre Giovanni Musachi, autore della "Historia della casa Musachia" scritta nel 1510, a pagina 300 specifica che la Misia è una terra costiera "tra regio inter promontorium Rodoni, Croya et Alessium" nell'odierna Albania.[14][15]
3. L'arma rappresentata sulla lapide di Matteo Ferrillo nel chiostro del convento di Santa Maria la Nova di Napoli, ha succitato la fantasia di chi lo vuole "un cavaliere dell'Ordine del Drago, di cui fece parte il padre del "nostro" Dracula, Vlad II".[50] In realtà, se analizziamo l'arma della famiglia Ferrillo, vediamo che, secondo le regole dell'araldica è composta (partendo dalla parte inferiore) dallo scudo, dall'elmo nel timbro, i lambrecchini attaccati al cercine che si trova sul elmo e in cima il cimiero a forma di drago che, in araldica simboleggia vigilanza, custodia e fedeltà.[51]